# Cosas imposibles (película)
Cosas imposibles es una película mexicana cuyo estreno fue el 17 de junio de 2021. Dirigida por Ernesto Contreras y protagonizada por Nora Velázquez y Benny Emmanuel. El guion, de Fanie Soto, obtuvo el primer lugar en el 13 Concurso Nacional de Guiones de Largometraje para Autoras y Adaptadoras de Cine de la Asociación Cultural Matilde Landeta.

## Argumento
Es la historia de Matilde, una mujer viuda de 60 años cuya memoria de su esposo abusivo sigue atormentándola, y Miguel, un vecino de 19 años con sus propios problemas; y la amistad que construyen pese a las diferencias evidentes que tienen.

## Reparto
- Nora Velázquez como Matilde
- Benny Emmanuel como Miguel
- Salvador Garcini como Porfirio
- Luisa Huertas como Eugenia
- Gabriela Cartol
- Andrés Delgado
- Juan Carlos Medellín
- Ari Gallegos
- Pablo Marín
- Héctor Holten
- Verónica Toussaint como la cantante[5]

## Producción

### Rodaje
La película está ambientada en una unidad habitacional de vivienda popular de la Ciudad de México. Es la Unidad Aguamiel, un sitio en Iztacalco muy grande y bien cuidado, con una cancha al centro, árboles, y una iglesia con motivos japoneses que tiene una pagoda de campanario.

El director comentó en una entrevista para la Gaceta UNAM que estaba buscando un proyecto que le diera al público una visión más optimista de las relaciones humanas:
Tenía ganas de hacer una película luminosa, más esperanzadora y, sobre todo, probar otros tonos. Sí, la contención estética, pero apostar al humor. Tener estas pinceladas de humor que rompen con lo dramático, jugar con una historia que va de algo muy oscuro a lo luminoso y regresar a lo dramático; para mí es un reto. Algunos de mis próximos proyectos son más oscuros, otros más luminosos, esperanzadores o pesimistas. Como director, me interesa asumir retos, que cada película sea un viaje distinto.

## Premios y nominaciones
| Premio        | Categoría                   | Nominados                                                               | Resultado |
| ------------- | --------------------------- | ----------------------------------------------------------------------- | --------- |
| Premios Ariel | Mejor película              | Ernesto Contreras                                                       | Nominada  |
| Premios Ariel | Mejor dirección             | Ernesto Contreras                                                       | Nominada  |
| Premios Ariel | Mejor actor                 | Benny Emmanuel                                                          | Nominada  |
| Premios Ariel | Mejor actriz                | Nora Velázquez                                                          | Nominada  |
| Premios Ariel | Mejor fotografía            | César Gutiérrez Miranda AMC                                             | Nominada  |
| Premios Ariel | Mejor música original       | Andrés Sánchez Maher, Gus Reyes                                         | Ganador   |
| Premios Ariel | Mejor diseño de arte        | Diana Saade                                                             | Nominado  |
| Premios Ariel | Mejor coactuación masculina | Andrés Delgado                                                          | Nominado  |
| Premios Ariel | Mejor coactuación masculina | Salvador Garcini                                                        | Nominado  |
| Premios Ariel | Mejor sonido                | Misael Hernández, Enrique Greiner, Raymundo Ballesteros, Manuel Montaño | Nominado  |